# Olivia Tschon
Olivia Tschon (* 1994) ist eine österreichische Fußballschiedsrichterin.
Tschon leitet seit mindestens der Saison 2012/13 Spiele in der österreichischen Frauen-Bundesliga. Zudem wird sie im ÖFB Frauen Cup und im ÖFB-Cup eingesetzt.
Seit 2020 steht Tschon auf der Liste der FIFA-Schiedsrichter und leitet internationale Fußballpartien. Sie gehört zur Gruppe der UEFA-First-Category-Schiedsrichterinnen, der zweithöchsten Schiedsrichterinnen-Kategorie.
Bei der U-19-Europameisterschaft 2024 in Litauen pfiff Tschon zwei Partien in der Gruppenphase. Zudem leitete Tschon bereits Spiele in der Women’s Nations League, in der Qualifikation zur Europameisterschaft 2022 und zur Weltmeisterschaft 2023, in der Qualifikation zur Women’s Champions League sowie diverse Qualifikations- und Freundschaftsspiele.